# Prehistorie van Siberië
De prehistorie van Siberië wordt vanwege de uiteenlopende klimatologische omstandigheden gevormd door archeologisch verschillende culturen. Vanaf de kopertijd werden de culturen in West- en Zuid-Siberië gedomineerd door veeteelt, terwijl de oostelijke taiga en toendra tot de vroege middeleeuwen werden gedomineerd door jagers. De opkomst van pastoraal nomadisme op de Euraziatische steppe in het 1e millennium v.Chr. veroorzaakte belangrijke veranderingen in de samenleving, economie en kunst.

## Topografie
De natuurlijke omstandigheden in Siberië lopen sterk uiteen. Dit geldt voor klimaat, vegetatie en landschap. In het westen wordt Siberië begrensd door het Oeralgebergte. Ten oosten daarvan ligt het West-Siberisch Laagland, dat zich uitstrekt tot aan de Jenisej. Het wordt gevolgd door het Midden-Siberisch Bergland, dat in het oosten grenst aan het Lena-bekken, waaraan het Oost-Siberisch Bergland grenst. In het zuiden wordt Siberië begrensd door bergketens van Sajan en Altaj, en in het zuidwesten door de heuvels van het Kazachse Hoogland. Het klimaat in Siberië loopt sterk uiteen. Jakoetië ten noordoosten van de Lena is een van de koudste plekken ter wereld. De temperatuur schommelt daar met meer dan vijftig graden per seizoen. De neerslag is ook erg laag. Dit geldt ook voor de zuidwestelijke rand van Siberië, waar steppen, woestijnen en semi-woestijnen grenzen.
Landbouw zonder kunstmatige irrigatie is in Siberië alleen mogelijk tussen de 50e en 60e breedtegraad. De klimatologische omstandigheden zijn een voorwaarde voor de vegetatiezones. In het hoge noorden bevindt zich de toendra met slechts minimale vegetatie. Voor zover niet ingenomen door bergen, wordt het grootste deel van Siberië bedekt door de taiga, het boreale naaldbos. In het zuidwesten sluit zich de bossteppe aan, welke verder naar het zuiden overgaat in de grassteppe en de Centraal-Aziatische woestijnen. Vóór het begin van het Holoceen, ongeveer 12.000 jaar geleden, waren de omstandigheden nog anders. Aan het einde van de Würm-ijstijd (115.000 tot 10.000 jaar geleden) strekte de toendra zich veel verder naar het zuiden uit, maar alleen de Oeral en het gebied ten oosten van de beneden-Jenisej waren bedekt met landijs.

## Steentijd

### Paleolithicum
Al vanaf het latere vroegpaleolithicum zijn sporen van menselijke aanwezigheid gevonden. Vroege mensentypen als Homo erectus en Homo heidelbergensis bleken al de culturele vaardigheden te bezitten om in een koud klimaat te overleven.

#### Vroegpaleolithicum

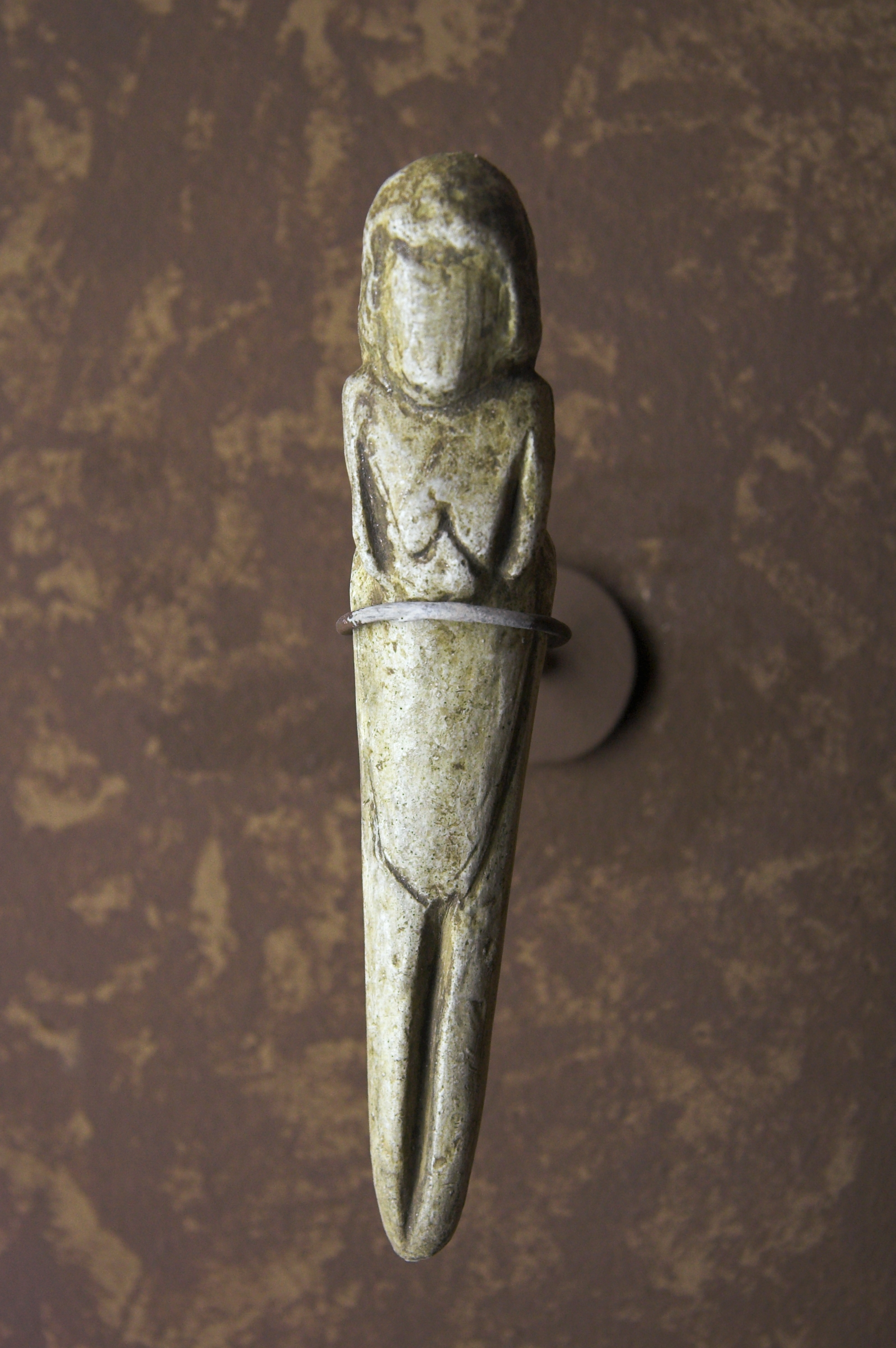
Venusbeeldje uit Malta

In Zuid-Siberië (Altaj) werd de Karama-site ontdekt, die dateert van ongeveer 600-800.000 jaar geleden. Kiezelwerktuigen uit laag 12 van de site zijn vergelijkbaar met Oldowan-vondsten. Voor de Diring Joerjach-site in Jakoetië is een Oldowan-leeftijd geclaimd, maar de meeste onderzoekers betwijfelen deze vroege datering.
Acheuléen-materiaal werd gevonden bij het dorp Oelalinka, ter hoogte van de oever van de rivier met dezelfde naam in de republiek Altaj in het zuidelijke deel van Siberië. Sommige vondsten uit het Baikal-gebied (het gebied van de monding van de Belaja, de benedenloop van de Ida en Osa, mogelijk de regio midden-Angara) kunnen ook worden gedateerd in het Acheuléen.
De vraag van de tijd en wijze van de eerste vestiging van mensen in het Russische Verre Oosten is nog onvoldoende onderzocht. Vroege kiezelwerktuigen lijken door Okladnikov in de Amoer-regio te zijn gevonden op de locaties Filimosjki en Oest-Toeoe (beide aan de Zeja) en de Koemary-site (aan de Amoer), maar de datering en zelfs de menselijke oorsprong daarvan zijn omstreden. De vondsten zijn weinig uitgesproken, de meest representatieve (de Koemary-vondsten) bestaan uit choppers, amorfe kernen en andere ruwe producten. Opmerkelijk is de vondst van een vuistbijl nabij het dorp Bogorodskoje in de Amoer-regio: deze heeft een "klassiek" Abbevillien-uiterlijk, uniek voor de regio.

#### Middenpaleolithicum
Vondsten uit het middenpaleolithicum zijn zeldzaam. Het lijkt zich over Oost-Kazachstan tot aan de Altaj te hebben verspreid. Tijdens de koude periodes van het Pleistoceen, met name het Saalien en Weichselien, was over een groot deel van het noorden van Eurazië de mammoetsteppe verspreid, een bijzondere vorm van steppe met een kruidrijke vegetatie. De neanderthaler jaagde al op mammoeten, zoals de (late) vindplaats Byzovaja in het noorden van Rusland aantoont. De situatie ten oosten van de Oeral is minder duidelijk. Zowel de neanderthaler als de denisovamens bereikten in ieder geval het Altajgebied in het zuiden van Siberië.
Gereedschappen met een Levallois-Mousteriaans uiterlijk werden gevonden in de Altai-grotten Oest-Kan, Strasjnaja, Denisova, Tsjagyrka, en Okladnikov. In de Minoesinskdepressie in Chakassië werd de Dvoeglazka-grot onderzocht. Enkele zeldzame vondsten zijn bekend uit andere streken van zuidelijk Siberië. In de Angara-regio werden Moustérien-artefacten geregistreerd op sites van voorafgaande periodes, waar ze werden geïdentificeerd aan de hand van de Levallois-techniek. Van bijzonder belang is het materiaal uit de grotten van Tsjagyrka en Okladnikov, welke de lokale Siberische variant van het Altai-Middenpaleolithicum vertegenwoordigen. De Altai werd bewoond door de meest oostelijke groep neanderthalers (waarschijnlijk afkomstig uit het grondgebied van het moderne Oezbekistan), waar ze de oorspronkelijke denisovamensen van het gebied aantroffen, wiens cultuur kan worden getraceerd in de oudste lagen van de grot.

#### Laatpaleolithicum
In ieder geval vanaf het laatpaleolithicum was de anatomisch moderne mens in Siberië aanwezig. De oudste vondsten van de moderne mens in Siberië zijn gefragmenteerde botten van de Toejana-site (Toenkinskaja-depressie, rechteroever van de Irkoet), bij verschillende testen op ca. 31.000 dan wel ca. 50.000 jaar geleden gedateerd, het dijbeen van Oest-Isjim (ongeveer 45.000 jaar geleden) en het sprongbeen van Baigara (43.000 jaar geleden).
Andere bekende sites in het Aziatische deel van Rusland zijn Boenge-Tollja-885 (45.000 jaar geleden) op het schiereiland Tajmyr (de Sopkarga-mammoet), Jana (31,6 duizend jaar geleden), Atsjinsk en Boeor-Chaja/Orto-Stan.
Van het laatpaleolithicum zijn de meeste sporen te vinden in de Oeral, waar onder andere rotstekeningen met mammoeten werden gevonden, het Altaj-voorland, aan de boven-Jenisej, ten westen van het Baikalmeer en al rond 25.000 v.Chr. aan de Laptevzee ten noorden van de poolcirkel. Nabij de nederzetting Malta bij Irkoetsk zijn restanten gevonden van hutten met een rijke inventaris. Dierlijke sculpturen en beeldjes van vrouwen (Venusbeeldjes) doen denken aan het Europese laatpaleolithicum.
Deze eerste bewoners waren afkomstig uit Centraal-Azië en zouden zich uiteindelijk via de Beringlandbrug uitbreiden tot het huidige Alaska. Ook de oudste bewoners van Amerika stamden ten dele van deze Oud Noord-Euraziatisch genaamde bevolking af.
De mens werd geconfronteerd met de noodzaak zich aan te passen. De wintertemperatuur lag gemiddeld bij -20 tot -30 °C terwijl brandstof en schuilplaatsen schaars waren. Men reisde te voet en was afhankelijk van de jacht op zeer mobiele kuddes van diersoorten zoals de mammoet, de wolharige neushoorn en het rendier. Deze uitdagingen werden overwonnen door technologische innovaties zoals op maat gemaakte kleding uit de huid van pelsdieren, de bouw van schuilplaatsen met haarden, waarbij botten als brandstof werden gebruikt, en het graven van "ijskelders" voor de opslag van vlees en botten in de permafrost.
Het Siberische paleolithicum strekte zich in tijd uit tot ver in het Europese mesolithicum. Postglaciaal werd nu pas de taiga gevormd. De elders typische microlieten werden niet gevonden.
Aan het einde van het laatpaleolithicum was er een toenemende invloed uit Oost-Azië, vertegenwoordigd door de paleosiberische Djoektajcultuur. De ontstane mengbevolking vormde ook de basis van de eerste aangetoonde bewoners van Amerika.

### Mesolithicum
Het einde van de laatste ijstijd betekende een verandering van de klimatologische omstandigheden en veranderingen in de jachtpatronen. In Oost-Siberië ontwikkelde zich de Soemnagincultuur uit de voorafgaande Djoektajcultuur.
De basis van de economie was de jacht. Men leefde in lichte, ronde woningen, vergelijkbaar met de tsjoem. In de nederzettingen werden beenderen pijlpuntjes en priemen gevonden, welke duiden op de vervaardiging van warme pelskleding.
Op verschillende plaatsen in West-Siberië, het Baikalgebied en Jakoetië zijn kampen uit de laatpaleolitisch-mesolitische tijd ontdekt, die vaak eeuwenlang werden bezocht. Naast tentachtige constructies die puur bovengronds waren en geen sporen in de grond nalieten, waren er ook hutten (vaak licht verzonken) met muren en daken van dierenbotten en rendiergeweien. Gereedschappen en wapens werden voornamelijk gemaakt van vuursteen en kiezels, alsook van been, waarbij er ondanks de grote tijdelijke en ruimtelijke spreiding slechts kleine verschillen in vorm en gebruik waren. In sommige nederzettingen werden vroege artefacten in de vorm van mensen en dieren gevonden, en soms abstracte sculpturen en houtsnijwerk.

### Neolithicum
De laatste ijstijd bereikte zijn koudste periode tussen 26.000 en 20.000 jaar geleden. De bewoners van grote delen van Siberië werden gedwongen zich terug te trekken. In deze periode zijn mogelijk ook de eerste bewoners van Amerika de Beringstraat overgestoken en daar langs de kust naar het zuiden getrokken.
Vanaf ongeveer 19.000 jaar geleden begonnen de temperaturen langzaam weer te stijgen, waardoor mensen werden aangemoedigd om weer naar de uitgestrekte lege landschappen van het noorden te gaan. Dit was een precaire tijd voor mensen, die nog steeds in kleine mobiele groepen leefden. De meeste grote prooidieren zoals de mammoet namen in aantal af, en het klimaat bleef onvoorspelbaar en veranderlijk.
Het begrip neolithicum is in Noord-Azië overwegend chronologisch van belang. In Noordoost-Siberië zijn er geen bewijzen van landbouw of veeteelt, en de meeste culturen kunnen eerder als subneolithisch worden beschouwd. De neolithische culturen van Noord-Azië verschillen echter heel duidelijk van het voorafgaande mesolithicum door de introductie van aardewerk, welke zich in het 6e millennium v.Chr. over Siberië verspreidde. In tegenstelling tot Europa en het Midden-Oosten bleven de manier van leven, economie en cultuur echter grotendeels ongewijzigd.
Tijdens de kopertijd, die hier tegen het einde van het 4e millennium v.Chr. begon, bereikte Zuidwest-Siberië een volledig neolithisch cultureel niveau. In de Minoesinskdepressie verbreidde zich de Afanasjevocultuur. In de noordelijke en oostelijke gebieden waren er nog geen ingrijpende veranderingen.

#### Ontstaan van aardewerk in het Amoergebied
In de Amoer-regio in het Russische Verre Oosten ontstond het eerste aardewerk tussen ongeveer 14.000 en 10.000 jaar v.Chr.
De Rijksuniversiteit Groningen deed onderzoek aan vroeg aardewerk van de Osipovkacultuur aan de beneden-Amoer en de Gromatoechacultuur aan de Boven-Amoer. Analyse van lipiden of vetzuur-residuen op 28 potscherven van verschillende sites toonde aan dat de mensen van de Osipovkacultuur hun vaatwerk gebruikten om vis, waarschijnlijk trekzalm, te verwerken en visolie te verkrijgen. Bij de Gromatoechacultuur aan de Boven-Amoer daarentegen werden de potten gebruikt om vlees van landdieren, zoals herten, reeën en wilde geiten, te koken en botvetten en merg te extraheren. In beide culturen betekende dit dat voedselvoorraden konden worden aangelegd, waardoor men voor langere periodes op eenzelfde plaats kon blijven wonen, en een meer sedentaire levenswijze mogelijk werd.

#### Neolithische jager-verzamelaars in Jakoetië en Transbaikal
De nederzetting van de enorme taiga- en toendragebieden ten oosten van de Jenisej en ten noorden van de Baikal verschilden in veel opzichten van de prehistorische culturen in de andere delen van Noord-Azië. Een continuïteit van de nederzettingen, die terugging tot het mesolithicum en duurde tot de tweede helft van het 1e millennium v.Chr., is hier meer dan elders merkbaar. Ondanks de enorme omvang van het gebied zijn er slechts geringe lokale verschillen, wat duidt op een zeer mobiele, nomadische bevolking.
De vroegste cultuur in Jakoetië die aardewerk maakte, was de Syalachcultuur, die terugging tot het 5e millennium v.Chr. Ze wordt gekenmerkt door keramiek versierd met textielafdrukken en puntrijen aan de rand. Tot de vondsten behoren ook wapens en gereedschappen gemaakt van vuursteen en bot. Een aantal nederzettingslocaties zijn bekend, waarvan sommige in gebruik waren sinds het mesolithicum, maar de vondsten daar zijn beperkt tot haarden en kuilen, resten van meer permanente gebouwen ontbreken volledig. Dienovereenkomstig waren de dragers van de Syalachcultuur nomadische jagers die leefden van de jacht en de visserij en die bepaalde plaatsen in seizoenscycli bezochten.
De Belkatsjicultuur ontwikkelde zich daaruit in een continue overgang, met afdrukken van koorden, strepen, zigzaglijnen en soortgelijke motieven op het aardewerk. Hun doden werden langgestrekt in kuilen in de grond begraven. Verder zijn er geen grote veranderingen te zien.
De Ymyjachtachcultuur, die het gebied gedurende het hele 2e millennium v.Chr. bezette, bezat een nieuw type "wafelkeramiek", waarvan het oppervlak is versierd met textielafdrukken, waardoor het een wafelachtig uiterlijk kreeg.
De cultuurontwikkeling in Transbaikal tijdens het neolithicum en de kopertijd is minder overzichtelijk. Tot de komst van de plaatgrafcultuur van de late bronstijd heersten omstandigheden vergelijkbaar met die in Jakoetië. Ook hier werden een aantal meerlagige kampementen uitgegraven, die teruggingen tot het mesolithicum. Vuurplaatsen en afval- en opslagkuilen werden gevonden, maar geen resten van woningen. Het aardewerk leek op dat in Jakoetië en vertoonde een min of meer parallelle ontwikkeling. Begravingen vonden meestal in een gestrekte rugligging plaats, en vaak waren de grafkuilen bedekt met stenen platen. De regio aan de Onon is een uitzondering, waar hurkgraven werden gevonden. Grafgiften en botvondsten laten zien dat de populatie leefde van de jacht op zoogdieren zoals beren, vossen, elanden en bevers en deels van de visserij. Het belang van de jacht wordt benadrukt door gravures op bot en rotstekeningen. Hun belangrijkste motieven waren de dieren waarop mensen jaagden, en afbeeldingen van de jacht. In tegenstelling tot in Jakoetië was veeteelt hier mogelijk, en de eerste aanzetten zouden te vinden zijn in de vondsten van de Glazkovocultuur uit de kopertijd.

## Bronstijd

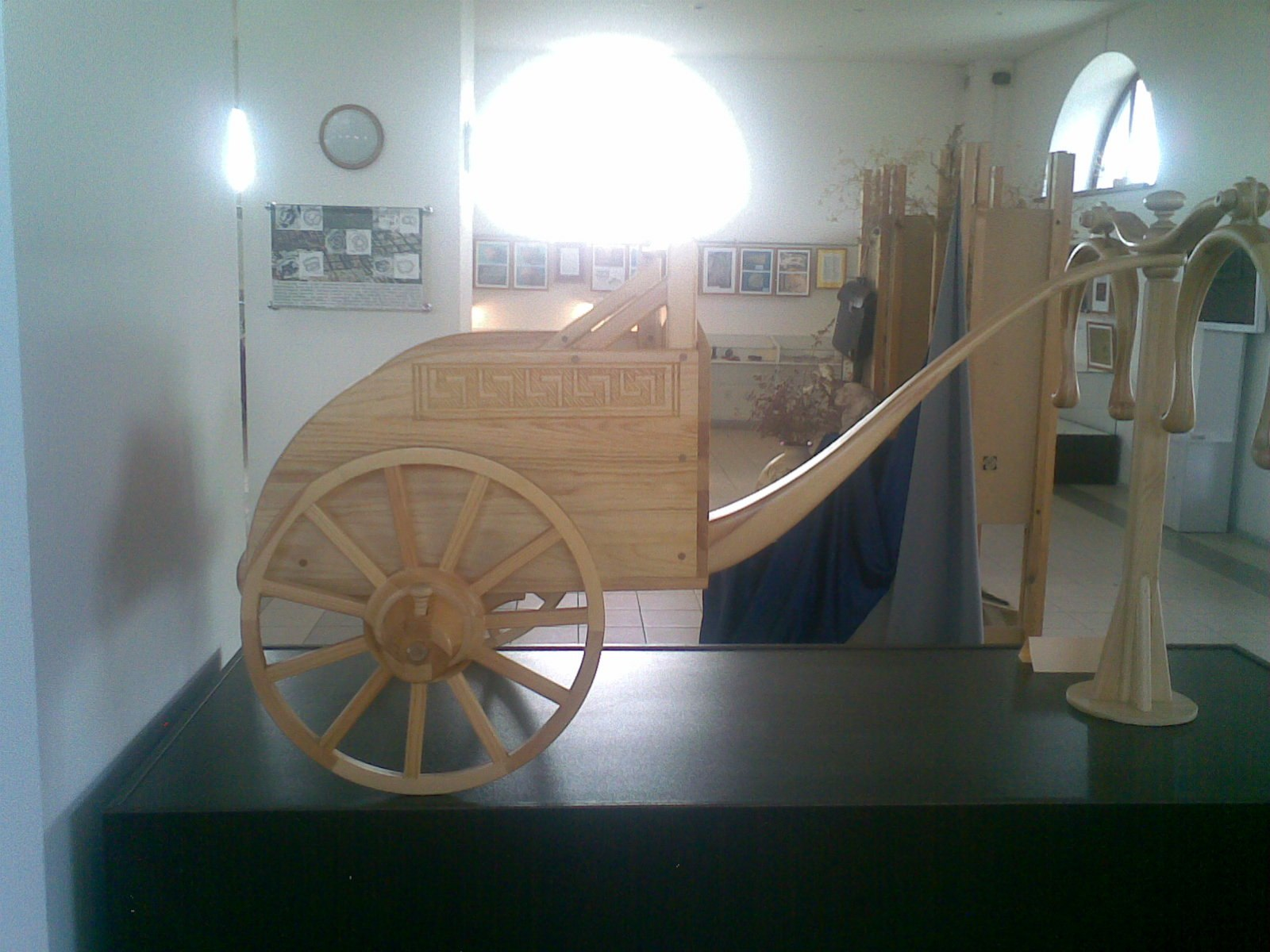
reconstructie van een strijdwagen uit Arkaim

De eerste koperen en bronzen voorwerpen deden hun intrede bij de Afanasjevocultuur (3500–2500 v. Chr.), bekend door opgravingen in de Minoesinskdepressie in de kraj Krasnojarsk in Zuid-Siberië. De economie bestond waarschijnlijk vooral uit een seminomadische veeteelt. Resten van rundvee, schapen en paarden zijn gevonden. De begrafenisgewoonten lijken erg op die van de Indo-Europese jamna-, Sredny Stog-, catacomben- en Poltavkacultuur van Zuid-Rusland. Centra van bronsbewerking kwamen op, waarbij de rijkdom aan kopererts in de Altaj van groot belang was.
In haar oostelijke verspreidingsgebied werd de Afanasjevocultuur opgevolgd door de Okoenevcultuur.
In de tweede helft van het 3e millennium v.Chr. bereikte de bronsverwerking de culturen van West-Siberië. Groepen in de oostelijke uitlopers van de Oeral vormden uit de tradities van de kopertijd aan het begin van het tweede millennium de Andronovocultuur, die uit verschillende lokale vormen bestond. De versterkte nederzettingen Arkaim, Kamenny Ambar en Sintasjta verdienen speciale aandacht als de eerste benadering van verstedelijking in Siberië. In de valleien van de Ob en Irtysj zijn de neolithische keramiekvormen nog steeds te vinden. De veranderingen in het gebied rond het Baikalmeer en in Jakoetië waren gering.
Vanaf het 2e millennium v.Chr. ontwikkelde zich in Zuid-Siberië de Andronovocultuur, welke zich over het uitgestrekte g ebied van de Oeral tot het Baikalmeer verspreidde. In de midden-bronstijd (rond 1800-1500 v.Chr.) breidde de Andronovocultuur zich sterk uit naar het oosten en bereikte zelfs de vallei van de Jenisej. Gelijksoortig keramiek is te vinden in alle lokale vormen van de Andronovocultuur, die ook een impact had op de culturen aan de Ob. Tegelijkertijd behielden deze echter hun eigen vormen in de neolithische traditie.
Aan het eind van het 2e millennium v.Chr. werd de Andronovocultuur in het gebied van de Midden-Jenisej en de Minoesinskdepressie opgevolgd door de Karasoekcultuur. In het bijzonder valt deze cultuur op door haar bronswaren. Oorspronkelijk gebaseerd op Andronovo-vormen, ziet men in latere fases invloeden uit Mongolië en het noorden van China. Tijdens haar bloeiperiode reikten de handelsbetrekkingen ver naar het oosten terwijl de relaties met het westen zwakker werden.
Tegen het einde van het 2e millennium werd ook Jakoetië bereikt door de bronsverwerking. Ook op de begraafplaatsen van de Ymyjachtachcultuur in Oost-Siberië worden vaak bronzen voorwerpen gevonden. Op de site Abylaach-1 in Tajmyr werd een bronsgieterij van de Ymyjachtachcultuur ontdekt, daterend uit de 12e eeuw v. Chr. Een keramisch complex vergelijkbaar met de Ymyjachtachcultuur, gekenmerkt door aardewerk met een bijmenging van wol, werd ook gevonden in het noorden van Fennoscandinavië tegen het einde van het 2e millennium v.Chr..

A. Golovnev zag de Ymyjachtachcultuur in de context van een voorgesteld "circumpolair syndroom":
... bepaalde kenmerken van de Oost-Siberische Ymyjachtachcultuur verspreidden zich razendsnel tot in Scandinavië. Keramiek met ruitafdrukken wordt gevonden bij late bronstijdsites van Tajmyr, Jamal, Bolsjezemelskaja en Malozemelskaja toendra, het schiereiland Kola, Finland...
Dit was het essentiële kenmerk van de Oest-Milcultuur. In het eerste millennium vormde zich een onafhankelijke cultuur op het schiereiland Taimyr, die de basiskenmerken van de Oest-Milcultuur deelde.
Met het begin van de late bronstijd (rond 1500-800 v.Chr.) vonden er in het zuiden van Siberië beslissende culturele veranderingen plaats. De Andronovoculturen verdwenen. Hun zuidelijke opvolgers produceerden een volledig nieuw type aardewerk, versierd met bolvormige elementen. Tegelijkertijd verschenen er nieuwe vormen in de bronsindustrie, mogelijk door invloeden van de Xemirxekcultuur uit het zuidoosten. Deze veranderingen waren vooral significant in het Baikalgebied (tegenwoordig de oblast Irkoetsk en Boerjatië). De culturele omstandigheden daar, die nog steeds op het niveau van de kopertijd waren, werden opgevolgd door een bronsverwerkende veeteeltsamenleving. Net als in Jakoetië werd daar voor het eerst brons als materiaal gebruikt.
Vanaf de 9e eeuw v.Chr. werd de Karasoekcultuur opgevolgd door de Tagarcultuur. Deze vormden een van de grootste centra van bronsproductie in Eurazië. Ze leefden van veehouderij, voornamelijk rundvee en paarden, geiten en schapen en woonden in houten kuilwoningen verwarmd door kleiovens en grote haarden. Sommige nederzettingen werden omringd door vestingwerken. Hun artefacten werden sterk beïnvloed door de Scythische kunst van de Pazyrykcultuur. Opvallend zijn grote grafheuvels omheind met stenen platen, met vier verticale steles op de hoeken. Ze zijn wel geïdentificeerd met de Dingling uit Chinese bronnen.

### Sedentaire samenlevingen van West-Siberië tot de Baikal
Met het neolithicum en vooral de kopertijd vormden zich sedentaire groepen in het zuidwesten van Siberië, in wier economie veeteelt een dominante rol speelde. De overgang naar de nieuwe economie en het sedentarisme was geleidelijk, evenals de daaropvolgende uitbreiding naar Cisbaikal, waar mogelijk ook invloeden uit Noord-China een rol hebben gespeeld.

#### Aardewerk
Gedurende de hele Siberische prehistorie, van het neolithicum tot de ijzertijd, vindt men slechts een beperkt aantal karakteristieke aardewerkvormen. Verreweg het grootste aantal behoort tot rondbuikvaten, vaak met een gebogen rand. In het neolithicum hadden ze overwegend puntige bodems, terwijl later vlakke bodems aan belang wonnen. In het oosten van de West-Siberische bossteppen, aan de Ob, Irtysj en Jenisej, bestonden de versieringen uit kamdecoraties, rijen puntjes, en kuiltjes gerangschikt in langere rijen en velden.
In de loop van de sterke uitbreiding van de Andronovocultuur tijdens de midden-bronstijd, verspreidde zich een ander type. In zijn vertegenwoordigers zijn de decoraties gerangschikt in meanderbanden, visgraatpatronen en driehoeken. Deze soorten keramiek werden voortgezet in de ijzertijd van West-Siberië, maar tegelijkertijd was een sterke afname van decoraties waar te nemen in het invloedsgebied van de Scythische en Sarmatische nomaden; dit geldt ook voor de nomadische culturen zelf.

#### Kunst en kleine vondsten
Afgezien van de abstracte versiering van het aardewerk, zijn de eerste kunstvoorwerpen te vinden in zuid-Siberië tijdens de vroege bronstijd.
De vondsten van de Karakolcultuur in de Altai en de Okoenevcultuur aan de middenloop van de Jenisej tonen antropomorfe motieven op stenen platen en stenen steles. Bij de Okoenevcultuur vindt men daarnaast ook kleine menselijke sculpturen. Verwant met deze vormen is de kunst van de Samoescultuur aan de bovenloop van de Ob, waar naast menselijke sculpturen en menselijke hoofden ook fallussen en dierenkoppen van aardewerk werden gemaakt, en de nabijgelegen Soezgoencultuur, waarvan de dragers menselijke beeldjes uit been maakten. De enige artefacten uit de late bronstijd zijn vroege vertegenwoordigers van de Zuid-Siberische hertenstenen, stenen steles versierd met hertenfiguren, een kunstvorm die vervolgens werd overgenomen in de Scythische kunst.
De vroeg-ijzertijd dierenstijl van de Zuid-Siberische ruiternomaden had slechts een geringe invloed op de culturen van het West-Siberische laagland. Een unieke stijl werd ontwikkeld door de Koelaikacultuur en haar buren aan de Midden- en Beneden-Ob. Hier werden bronzen figuren van dieren en mensen gemaakt, waarbij adelaars en beren een belangrijke rol speelden.

#### Nederzettingen

Tsjitsja

De overheersende bouwtechniek in het prehistorische Noord-Azië was houtbouw. Stenen werden alleen gebruikt voor de funderingen. De meeste huizen waren enigszins, niet meer dan 1 m diep, verzonken in de grond. Hun plattegrond was rechthoekig of rond, zelden ovaal of veelhoekig. Mogelijk werden koepelvormige houten dakconstructies en schuine daken gebruikt. In veel culturen werd voor de ingang een kleine gangachtige veranda gebouwd. In het huis bevonden zich een of meer haardplaatsen.
De nederzettingen werden bij voorkeur aan rivierterrassen en oevers van meren gebouwd. Ze konden zeer verschillende vormen aannemen, afhankelijk van de cultuur: er waren kleine groepen huizen, grote niet-versterkte nederzettingen, versterkte stadachtige structuren en op hoogtes gelegen vestingen. In alle sedentaire culturen zijn grote aantallen kleine, dorpachtige huizengroepen te vinden. In sommige gevallen, zoals de kopertijd-nederzetting Botaj aan de Isjim, breidden dergelijke nederzettingen zich aanzienlijk uit. Grotere nederzettingen waren vaak versterkt met wallen en loopgraven, zoals in de westelijke Siberische complexen Sintasjta en Tsjitsja. Deze stad-achtige nederzettingen waren dicht en zeer regelmatig bebouwd met vierkante huizen, wat wijst op een zorgvuldige planning. Versterkte structuren op een verhoogde positie, zoals ze in de brons- en ijzertijd bestonden in de Minoesinskdepressie en Chakassië, verschillen hiervan door hun veel kleinere oppervlakte. Hun functie is nog niet opgehelderd, het zouden tijdelijk bezochte vluchtoorden kunnen zijn, maar ook zetels van vooraanstaande mensen of heiligdommen.

#### Maatschappij
In tegenstelling tot de jagersgroepen uit het voorafgaande neolithicum en in noordoost-Siberië, werden tijdens de vroege bronstijd bij de sedentaire culturen van West-Siberië de eerste meer complexe sociale structuren merkbaar. Hun bestaan wordt verondersteld door de stad-achtige nederzettingen en bevestigd door de sociale differentiatie bij de grafgoederen. Deze ontwikkeling lijkt in de midden-bronstijd enigszins af te nemen. Grotere sociale verschillen werden pas weer zichtbaar in de late bronstijd en ijzertijd. Aangezien Noordwest-Siberië kennelijk onbekend was bij de schrijvers van de oudheid, en de bewoners zelf geen schriftelijke bronnen hebben nagelaten, zijn gedetailleerde uitspraken moeilijk. Met betrekking tot de sedentaire bevolking van de Wusun, die zich in de Tiensjan en het Zevenstromenland vestigden, melden Chinese bronnen het bestaan van een koning en verschillende hoogwaardigheidsbekleders.

#### Economie
De dominante economie van de sedentaire bevolking in het prehistorische Siberië was veehouderij. Vooral runderen werden in alle culturen intensief gefokt, evenals schapen en geiten. De paardenfokkerij won in West-Siberië aan belang, vooral met het begin van de ijzertijd. Een iets ander beeld geven de vondsten van de Xiongnu, waar varkens en honden werden gedomesticeerd. Jagen en vissen waren aanvankelijk nog een belangrijke aanvulling, maar verloren geleidelijk aan betekenis.
Vanwege bepaalde artefacten en mogelijke overblijfselen van irrigatiesystemen gaan veel onderzoekers er vanuit dat akkerbouw wijdverbreid was. Andere onderzoekers wijzen er echter op dat duidelijke bewijzen als resten van graan alleen gevonden zijn bij een paar zuidelijke culturen, zoals de Wusun-vondsten in het Zevenstromenland en de Tiensjan. Daar werd, net als in het noordelijke gebied van de Xiongnu, voornamelijk gierst verbouwd, maar ook tarwe en rijst. Gierstkorrels werden ook gevonden in graven uit Toeva. Mogelijk leefde daar naast de pastorale nomaden ook een vooralsnog niet aangetoonde gevestigde boerenbevolking, die ook verantwoordelijk geweest zou kunnen zijn voor de plaatselijke metallurgie.
Afhankelijk van de minerale rijkdommen werden sinds de kopertijd ook ertswinning en metallurgie beoefend. Dit blijkt uit vondsten van slakkenbergen, gereedschappen en werkplaatsen bij verschillende culturen.

#### Religie en dodencultus
In de sedentaire samenlevingen waren de begrafenisgebruiken aan grote veranderingen onderhevig. In de West-Siberische kopertijd waren er eenvoudige vlakgraven waarin de doden uitgestrekt op hun rug werden begraven. In de vroege bronstijd werden in West-Siberië voor het eerst grafheuvels opgericht. naar de grafgiften te oordelen behoorden de eigenaren tot een nieuw gevormde krijgersklasse en werden niet in eenvoudige grafkuilen begraven, maar in houten of stenen grafconstructies. Grafheuvels komen ook voor in de midden-bronstijd-fase van de Andronovocultuur, maar zonder sociale verschillen in de grafgiften. De doden werden nu gehurkt begraven of gecremeerd. In de wat latere Karasoekcultuur van de centrale Jenisej bezaten de graven rechthoekige stenen omheiningen, die in de ijzertijd uitgroeiden tot de voor dit gebied kenmerkende hoeksteen-grafheuvels van de Tagarcultuur.
Heiligdommen zijn slechts zelden gevonden. Nabij begraafplaatsen van de Afanasjevocultuur werden verschillende keren brandoffers gevonden. Deze bestaan uit eenvoudige steencirkels waarin men as, keramiek, botten van dieren en gebruiksvoorwerpen van koper, steen en been aantrof. Verschillende ronde bouwwerken in de necropolis in de buurt van Sintasjta, waarin zich een houten paal en een houten muur bevonden, zijn ook als cultusgebouwen uitgelegd.

## IJzertijd
Aan het begin van de ijzertijd in Siberië in het 1e millennium v.Chr. handhaafde zich de culturele continuïteit aan de Ob. Het plaatselijke aardewerk bleef daar nog te vinden. Een grotere omwenteling werd merkbaar in de Centraal-Aziatische steppegordel. De sedentaire veehouders van de late bronstijd werden vervangen door een samenleving van pastorale nomaden, die tot in de moderne tijd zou blijven bestaan. De mobiliteit die mogelijk werd gemaakt door de nieuwe vorm van de samenleving, ontketende een enorme dynamiek waarmee de volkeren van Centraal-Azië zich voortaan over de steppe konden verplaatsen. Uiteindelijk werden ook de naburige hoge culturen hierdoor getroffen. China werd bedreigd door de Xiongnu en hun opvolgers, de oude staten van het huidige Iran moesten zich verdedigen tegen de Massageten en Saken, en het Romeinse Rijk, waarvan het westelijke deel uiteindelijk viel, tegen de Hunnen. De sociale veranderingen kwamen ook duidelijk tot uiting in de vondsten: er zijn geen nederzettingen meer, leden van de nieuw gevormde hogere klasse werden begraven in enorme rijk uitgevoerde grafheuvels en er ontstonden volledig nieuwe kunstvormen.
In de minder droge bossteppen verder naar het noorden ontwikkelde de gevestigde veeteeltmaatschappij van de late bronstijd zich onder invloed van de materiële cultuur van de ruiternomaden. Proto-stedelijke nederzettingen zoals Tsjitsja in de late Irmencultuur in West-Siberië en de nederzettingen in het noorden van het Xiongnu-gebied ontstonden.
In West-Siberië keerde het gebruik om mensen in uitgerekte positie op hun rug om te begraven terug. Dit gold ook voor de nieuw gevormde Zuid-Siberische culturen van het Scythische culturele gebied.
In Transbaikal neemt de plaatgrafcultuur uit de vroege ijzertijd een speciale positie in. Sommigen van hun doden werden begraven in steenkisten.
In Jakoetië begon de ijzertijd pas rond de 5e eeuw v.Chr., maar afgezien van de introductie van ijzeren wapens en gereedschappen waren er geen grote veranderingen in de materiële cultuur.

### De steppevolkeren van de ijzertijd in Centraal- en Oost-Azië
De ruiternomaden, tot op heden kenmerkend voor de Aziatische steppegordel, zijn een relatief jong fenomeen. Nog in het late 2e millennium v.Chr. woonden in de droge streken van Centraal-Azië sedentaire groepen veehouders, die omstreeks het begin van het 1e millennium opgevolgd werden door vroege pastorale nomaden, op een manier die nog niet voldoende is opgehelderd.
Bij de sedentaire groepen verder naar het noorden verliep de overgang op veel plaatsen vloeiend. De bewoners van de Minoesinskdepressie bleven zelfs in de ijzertijd sedentaire veehouders, maar hun verdere culturele ontwikkeling vertoont sterke overeenkomsten met de naburige nomaden. De Xiongnu in Transbaikalia vertonen kenmerken zowel van ruiternomaden als van sedentaire veeboeren en landbouwers. De situatie in de noordelijke Tiensjan en het Zevenstromenland is opmerkelijk: in de vroege ijzertijd woonden daar de nomadische Saken, maar hun nederzettingsgebied werd toen overgenomen door de sedentaire Wusun.
De vroege nomadenculturen worden door de archeologie samengevat onder de term "Scythisch". "Scythen" is de oude Griekse naam voor een ruitervolk ten noorden van de Zwarte Zee. In bredere zin wordt de term echter gebruikt voor alle ruiternomaden van de Euraziatische steppe. Met de 3e eeuw v.Chr. begint Het Hunno-Sarmatische tijdperk, vernoemd naar twee ruitervolkeren uit het zuiden van Rusland, dat zich grofweg uitstrekte tot de opkomst van het rijk van de Gökturken in de 6e eeuw.

#### Kunst
Terwijl de kunst van de sedentaire bronstijdculturen van de Aziatische steppen werd gedomineerd door antropomorfe motieven, ontstond met de opkomst van het ruiternomadisme de Scythisch-Siberische dierstijl, dat gemeenschappelijk was voor alle steppevolkeren van Azië en Oost-Europa. Haar basismotieven bestonden uit een beperkt repertoire van wilde dieren, maar opvallend genoeg geen dieren die voor de ruiternomaden van economisch belang waren. Voorstellingen van paarden en mensen zijn uiterst zeldzaam. In plaats daarvan zijn er herten, meestal liggend, elanden, grote katten, die waarschijnlijk de invloed van het Nabije Oosten verraden, griffioenen en hybride wezens. Individuele dieren kunnen opgerold lijken, paren van verschillende diersoorten kunnen ornamentaal verslingerd of in gevecht met elkaar worden afgebeeld. Rijen van dezelfde dieren verschijnen vaak in friezen, en individuele lichaamsdelen, zoals dierenkoppen, dienden ook als versiering.
In de westelijke steppen zijn bijna uitsluitend metalen voorwerpen versierd met elementen van de dierstijl gevonden. In de permafrostbodems van Zuid-Siberië en Transbaikal zijn ook vilten tapijten en andere textielproducten met dierstijlelementen bewaard gebleven, waaronder een zwanenbeeld van vilt, gevuld met mos. Steen werd slechts af en toe gebruikt, zoals bij de zogenaamde hertenstenen, vermoedelijk antropomorfe grafsteles die waren versierd met herten en gevonden werden in Zuid-Siberië, Transbaikal en Mongolië. Ten slotte werd de huid van belangrijke mensen ook getatoeëerd met motieven uit de dierstijl.
Tot dusverre is de oorsprong van de dierstijl nog onzeker. Vanwege mogelijke verwijzingen naar oude oosterse kunst werd een sterke invloed vanuit het zuiden overwogen. De vroege datering van sommige vondsten uit Zuid-Siberië suggereert echter dat ze lokaal in de steppen is ontstaan. Het is echter zeker dat de Griekse en Perzische kunst ook een grote invloed hebben uitgeoefend op de kunst van de steppevolkeren, vooral in Centraal-Azië en het noordelijke Zwarte-Zeegebied.

#### Samenleving
Een kenmerk dat de samenleving van de ruiternomaden scheidt van de culturen uit de bronstijd, is een machtige en oorlogszuchtige hogere klasse, wiens rijkdom en kracht tot uiting komen in hun prachtige graven. Interessant in deze context is de Chinese traditie, die een gedetailleerde beschrijving geeft van de Xiongnu-samenleving. Volgens haar waren de mensen verdeeld in clan-achtige groepen, die werden gecombineerd in grotere verbanden. Hun leiders bevonden zich in een strikte hiërarchie en waren allemaal ondergeschikt aan de absolute macht van de chanyu.

#### Economie
De ruitervolkeren van Binnen-Azië waren pastorale nomaden, en slechts in mindere mate jagers. Ze fokten vooral schapen, geiten en paarden. Andere dieren, waaronder de kameel, kwamen plaatselijk ook voor. Akkerbouw werd aantoonbaar beoefend door parallelle sedentaire populaties, maar speelde waarschijnlijk geen belangrijke rol. Ertswinning en metaalbewerking, die zijn gedocumenteerd voor sommige nomadische culturen, kunnen ook zijn uitgevoerd door archeologisch slechts moeilijk aan te tonen sedentaire groepen.

#### Religie en dodencultus
Gemeenschappelijk voor alle culturen van ruiternomaden is het begraven van de doden in grafheuvels, die in deze gebieden koerganen worden genoemd. Hun grootte is extreem variabel; hun doorsnede varieert tussen 4 en 100 m, de hoogte varieert van minder dan één tot 18 m. De koerganen weerspiegelen duidelijk de sociale hiërarchie van de steppenomadegroepen.
Afhankelijk van de regio kan de koergan worden omringd met verschillende soorten stenen randen. De min of meer vierkante graven van de latere Tagarcultuur werden bijvoorbeeld begrensd door een lage rij stenen, die op regelmatige afstanden door hogere stenen werd onderbroken, later vooral op de hoeken. In de ijzertijdculturen van Toeva waren sommige, maar lang niet alle, van de koerganen op enige afstand omsloten door een rechthoekige of ronde stenen muur. De koerganen zelf waren deels van aarde, deels van stenen gemaakt. Ook hier is een regionale variatie waar te nemen.
Onder de grafheuvel bevond zich één, maar vaak ook meerdere begrafenissen, in de grond verzonken. De doden lagen in een houten kamer of stenen kist. De grafgiften suggereren dat mensen van hogere rang in houten kamers werden begraven. Terwijl in de bronstijd meestal in een zijwaartse ligging werd begraven, heerste in de ijzertijd voor een groot deel de gestrekte rugligging. Met betrekking tot de behandeling van de doden kunnen gedetailleerde uitspraken gedaan worden in de Altaj en Toeva, waar door de permafrost enkele ijsmummies bewaard zijn gebleven. Hierbij werden voordat hij werd begraven de ingewanden en spieren van de overledene verwijderd, en de wonden vervolgens gehecht met pezen en paardenhaar. Onduidelijk zijn verwondingen aan de schedel, die vóór de dood zijn opgetreden of de dood hadden kunnen veroorzaken. Dit hoeft geen rituele trepanatie te zijn. Nadat de ingewanden waren verwijderd, werden vooraanstaande doden getatoeëerd en gebalsemd. Zulke gebruiken werden in de 5e eeuw v.Chr. ook beschreven door de Griekse historicus Herodotus, in zijn werk over de Scythen ten noorden van de Zwarte Zee. Zelfs zijn melding van het inademen van hennepdamp in kleine tenten tijdens het ritueel van de doden werd bevestigd door vondsten uit Pazyryk. Dit toont niet alleen de geloofwaardigheid van Herodotus aan, maar ook de culturele homogeniteit van de volkeren in de steppen van West-Siberië, Centraal-Azië en het noordelijke deel van de Zwarte Zee. De grote koerganen van de Xiongnu geven een iets ander beeld. De grafkuilen waren daar veel dieper en bereikbaar via een helling.
Behalve de dode zelf bevatten de grafkamers ook grafgiften, waarvan de rijkdom aan grote variatie onderhevig was. Gewone krijgers te paard werden begraven met een volledig uitgerust paard en bewapening, vrouwen met een paard, een mes en een spiegel. De begrafenissen van hooggeplaatste persoonlijkheden waren veel rijker. Sommige bevatten een prachtige strijdwagen en tot vijfentwintig rijk versierde paarden. De eigenlijke grafkamer was gemaakt van houten planken, vaak larikshout. De overledene, en een vrouw die hem waarschijnlijk naar de dood vergezelde, werden gekleed in een lange boomkist gelegd. In Noin-Ula in Mongolië zijn er in plaats van een vrouw alleen vrouwenvlechten, die haar moeten vertegenwoordigen. Uitstekende voorbeelden zijn de necropolen van Pazyryk in de Altaj, Noin Ula in Mongolië en Arzjan in Toeva, waar door de permafrost ook organische grafgiften werden bewaard. Er waren vilten tapijten die de muren van het graf sierden, versierde zadeldoeken en verschillende soorten kleding. Hoewel veel grote koerganen het slachtoffer werden van grafroof, zijn er veel waardevolle voorwerpen bewaard gebleven, waaronder talloze gouden voorwerpen.
Vanwege het grotendeels ontbreken van schriftelijke bronnen is onderzoek naar de religie van de steppevolkeren afhankelijk van parallellen met latere volkeren en van de archeologische vondsten. De begrafenisrituelen laten ehter geen twijfel bestaan over een voorstelling van een hiernamaals, waar de doden dezelfde materiële goederen nodig zouden hebben als in deze wereld.

## Overgang naar de historische periode
Op veel plaatsen zorgt de overgang naar de volgende periode nog voor problemen door het ontbreken van archeologische vondsten. Toch zijn algemene uitspraken mogelijk. In de Centraal-Aziatische steppen lieten Turkse groepen zich rond de 5e eeuw voelen, die zich in de loop van de volgende eeuwen zowel naar het westen als naar het noorden verspreidden en soms heel Zuid-Siberië onder hun heerschappij verenigden. De situatie in de gebieden verder naar het noorden blijft onduidelijk. Het volgende keerpunt in de geschiedenis van Siberië is de Russische verovering, die begon in de 16e eeuw en pas in de 19e eeuw werd voltooid. Met haar begon de moderne tijd in Siberië.